# ユニオンモデル
ユニオンモデルは、埼玉県川口市にあった模型メーカー。ライトプレーンやラジコン機等の模型飛行機の製造、販売を中心とし、プラモデルの生産も行っていた。

## 概要
ユニオンモデルは1950年代に設立され、当初はゴム動力機を製造販売していた。後にマイクロプレーンやRCプレーンの製造販売に乗り出す。ダクテッドファンのフリーフライト機やRC機を販売していた時期もある。1980年代には、発泡スチロール製のゴム動力のプロペラ機や、ゴムで打ち出すジェット機のスケール/セミスケールモデルも販売していた。
また1980年代には自動車やオートバイのプラモデル、1990年代には1/24スケールの真鍮製のポルシェ・356(製造はサムホンサ)、2000年代初頭にはスロットカーのSCXなどを取り扱っていた。
ユニオンモデル株式会社は2007年11月で業務を終了し、2008年1月より有限会社スタジオミドが「ユニオン・モデル」としてライトプレーンおよびラジコン関連の業務を引き継いだ。

## プラモデル製品
プラモデルの生産に本格的に参入したのは1979年で、同時期に旧緑商会製の金型の一部を入手している。プラモデルの中心はオートバイと自動車で、オートバイは1/15と1/12で多くのモデルを発売している。自動車は1/24スケールが中心で、1/25、1/20、1/16などのキットも発売されているが、緑商会や永大、フランスのエレールなど他のメーカーで作られた金型を使用したものも多い。飛行モデルでない純粋なスケールモデルとしての航空機のキットは少なく、1/288のスペースシャトルがほぼ唯一の製品で、シャトル単体と、旧緑商会製のジャンボジェットと組み合わせた輸送状態、外部燃料タンクと固体ロケットを加えた打ち上げ状態の3つのタイプで販売された。このキットは、特に輸送状態と打ち上げ状態のサイズが手頃であったため、OEMによりアメリカのレベルからも発売された他、韓国のメーカーによってコピーキットも作られている。また、ロシアのSTC START社からは、このキットにスケールをあわせて1/288でロシア製のロケットのキットが十数点発売されている。キャラクターモデルでは、1/60スケールで装甲騎兵ボトムズをモデル化している。ボトムズではタカラのSAKシリーズで漏れたツヴァーグやファッティー、ラビドリードッグ、さらにベルゼルガDT、スタンディングトータスMk-Ⅱなどのマニアックな機体まで網羅している。また、旧緑商会製の原子力潜水艦シービュー号とスティングレイを限定復刻したこともある。